# Демографија Швајцарске

### Попис1990. године
- Број становника по матерњем језику:
  - УКУПНО становника: 6.873.687 (Швајцарци 5.628.255 и страни држављани 1.245.432)
  - немачки језик 4.374.694 (63,64%)
  - француски језик 1.321.695 (19,23%)
  - италијански језик 524.116 (7,62%)
  - реторомански језик 39.632 (0,58%)
  - шпански језик 116.818 (1,70%)
  - српскохрватски, словеначки и македонски језик 109.013 (1,59%)
  - португалски језик 93.753 (1,36%)
  - турски језик 61.320 (0,89%)
  - енглески језик 60.786 (0,88%)

### Попис2000. године
- Број становника по матерњем језику:
  - УКУПНО становника: 7.288.010 (Швајцарци 5.792.459 и страни држављани 1.495.551)
  - немачки језик: 4.640.359 (63,67%)
  - француски језик: 1.485.056 (20,38%)
  - италијански језик: 470.961 (6,46%)
  - реторомански језик: 35.095 (0,48%)
  - српски и хрватски језик: 103.350 (1,42%)
  - албански језик: 94.937 (1,30%)
  - португалски језик: 89.527 (1,23%)
  - шпански језик: 77.506 (1,06%)
  - енглески језик: 73.425 (1,01%)

### Држављанство грађана 2000. године
Држављана Србије и Црне Горе је било 213.217 од којих су неких 60% Албанци са Косова и Метохије, држављана Македоније је било 55.690, али су и ту у огромној већини Албанци (70%), држављана Босне и Херцеговине је било 47.286, Хрватске 43.087 и Словеније свега 2.795.

### Остали демографски показатељи
Проценат урбаног становништва је око 70%, католици чине 44%, протестанти 41%, муслимани 3%, православци 3% становништва. Стопа писмености је скоро 100%, а очекивано трајање живота износи 80,3 године (мушкарци 77,5, а жене 83,3 године), стопа смртности одојчади је скроз ниска и износи свега 4 промила.